# Allophylus chirindensis
Allophylus chirindensis är en kinesträdsväxtart som beskrevs av E. G. Baker. Allophylus chirindensis ingår i släktet Allophylus och familjen kinesträdsväxter. Inga underarter finns listade i Catalogue of Life.